# Tellina probina
Tellina probina är en musselart som beskrevs av Boss 1964. Tellina probina ingår i släktet Tellina och familjen Tellinidae. Inga underarter finns listade i Catalogue of Life.